# 더블레스
더블레스(TheBless)는 대한민국의 3인조 트로트 그룹이다. 2017년 싱글 [심장아 나대지마라]로 데뷔했다.

## 방송
- 트로트의 민족 (2020) - Top4(4위)
- 설특집 트로트의 민족 갈라쇼 (2021)
- 미스터트롯2 - 새로운 전설의 시작 (2022)

## 음반
- 트로트의 민족 1라운드 베스트 Part.1 (2020)
- 트로트의 민족 3라운드 베스트 Part.2 (2020)
- 트로트의 민족 4라운드/준결승 베스트 (2020)
- 트로트의 민족 준결승 베스트 Part.1 (2020)
- 트로트의 민족 결승전 베스트 (2021)
- 심장아 나대지마라 (2021)
- 넘버원 코리아 (2021)
- Together (2021)